# Cléante Valcin
Pour les articles homonymes, voir Valcin.
Cléante Desgraves Valcin (13 janvier 1891 - 26 janvier 1956) est une militante et écrivaine féministe haïtienne. Membre fondatrice de la Ligue féminine d'action sociale (LFAS), elle publie Cruelle destinée en 1929, premier roman écrit par une femme haïtienne.

## Biographie
Née le 13 janvier 1891 à Port-au-Prince, Cléante Desgraves est la fille d'Hector Desgraves, un pharmacien et pianiste haïtien, et d'Alice Cunningham, une citoyenne américaine. Enfant, elle est inscrite dans un pensionnat pour filles situé Port-au-Prince et dirigé par l'institutrice, écrivaine et poétesse Virginie Sampeur. Cléante est enseignante jusqu'à son mariage en 1917 avec l'imprimeur-éditeur Virgile Valcin, né en 1885. Celui-ci dirigeait une imprimerie située au 1518 rue du Dr Aubry à Port-au-Prince et affiliée au gouvernement haïtien. Un an plus tard, en 1918, naît son premier enfant, Charles Valcin (1918-1997). Elle a également eu une fille, Yolande, née en 1922.

### Activités politiques, militantes et professionnelles
Dans sa jeunesse, Valcin travaille dans la pharmacie de son père. Cependant, sa vie d'adulte a consisté principalement en un travail d'auteur et de militante. Son premier ouvrage, une sélection de poèmes intitulée Fleurs et Pleurs publiée en 1924, marque le début de sa carrière d'écrivain, recoupant son passage au sein de la Ligue Féminine d'Action Sociale, un groupe féministe en Haïti dédié aux droits des femmes. En 1935, Valcin co-fonde la revue féministe Voix des femmes. Ce journal était aussi le média principal de la Ligue Féminine d'Action Sociale, première organisation féministe d'Haïti,.
Valcin a représenté Haïti dans plusieurs congrès internationaux et a été considérée comme une championne des droits des femmes ; elle est présidente de la Ligue Féminine d'Action Sociale jusqu'à sa mort en 1956,. Tout au long de sa vie, Valcin a mis ses compétences au service de la cause féministe et a écrit de nombreux articles réunis dans l'ouvrage Femmes Haïtiennes, qui a été publié par la Ligue Féminine d'Action Sociale en 1953. Elle a représenté le gouvernement haïtien en 1955 lors de la 10e Assemblée des femmes organisée à Porto Rico et en a présidé sa délégation.

### Publications
Ayant épousé un éditeur, Valcin a pu superviser le processus éditorial menant à la publication de la plupart de ses travaux. Son premier roman, Cruelle destinée en 1929, publié par Jouve et cie, raconte l'histoire d'une famille déchirée par la faillite, la maladie et la honte. La saga romantique qui s'ensuit évoque de la tension entre l'amour et l'immoralité au sein de la haute société haïtienne. 
Le deuxième roman de Valcin, La Blanche négresse en 1934, est une œuvre de fiction politique se déroulant pendant l'occupation américaine d'Haïti. Traitant avec audace des questions de libération d'Haïti, de l'impérialisme occidental et des malheurs sociaux laissés dans leur sillage, le roman raconte les histoires entrelacées de plusieurs citoyens américains, français et haïtiens sur fond de turbulences politiques, notamment la grève générale de 1933.

## Thèmes abordés
La plupart des thèmes littéraires de Valcin se concentrent sur l'actualité au moment de son écriture, d'autant plus qu'Haïti était sous occupation américaine. La longue histoire de colonisation et d'occupation étrangère d'Haïti, le racisme, le classisme, le colorisme, l'esclavage et la nationalité sont tous des thèmes prédominants dans les œuvres de Valcin, aux côtés du féminisme, de l'institution du mariage, de la famille et de la religion, qui ont tendance à être diffusés sur les parties plus domestiques de le ménage.
Cruelle destinée se concentre fortement sur l'occupation américaine d'Haïti et son influence sur la façon dont les Haïtiens perçoivent la France. C'est un manque délibéré de description de l'apparence physique de ses personnages dans un roman aussi détaillé lorsqu'il parle beaucoup de la classe qui se penche sur les thèmes du colorisme, d'autant plus qu'il s'agissait d'une hiérarchie raciale répandue par rapport à la classe et au statut social. Sa subtilité en parlant de la beauté de ses personnages tout en omettant leur couleur de peau est un fort renversement des autres œuvres littéraires de l'époque. L'occupation américaine a eu tendance à infantiliser les Haïtiens, se proclamant comme le « grand frère » intervenant pour les erreurs de la France, qui a été dépeinte comme une figure de « mauvais parent » pour Haïti. En remplissant ces rôles de personnages dont les relations les uns avec les autres changent leurs points de vue, Valcin inclut des thèmes plus compliqués d'occupation et de nationalisme, notamment en plaidant à la fin pour la poursuite des relations avec la France plutôt qu'avec les États-Unis en faisant choisir à la protagoniste, Adeline, de rester avec son père pour épouser son frère.

## Distinctions
En juin 1955, soit un an avant sa mort, Valcin reçoit la clé de la ville de San Juan, capitale de Porto Rico, pour son travail au cours de la 10e Assemblée générale des femmes, réunion pendant laquelle elle dirige la délégation haïtienne.